# Perclorato de amônio
O Perclorato de amônio, abreviado como AP (do inglês ammonium perchlorate) é um composto químico cuja fórmula é NH4ClO4, é um sólido cristalino incolor. É o sal de amônia e ácido perclórico. Como outros percloratos, é um poderoso oxidante.
Trata-se de um material pouco sensível ao choque e ao calor, facilitando a sua usabilidade e o seu armazenamento. É uma substância higroscópica, principalmente se contiver nitrato de potássio.
Cristaliza em romboedros incolores com uma densidade relativa de 1,95. Como a maioria dos sais de amônio, se decompõe antes de fundir. Aquecimentos suaves resultam em cloro, nitrogênio, oxigênio e água, enquanto fortes aquecimentos podem resultar em explosão.
A combustão de tal composto é bastante complexa e largamente estudada na literatura.
Cristais de perclorato de amônio decompõe-se antes da fusão, mesmo que uma fina camada líquida seja observada na superfície do cristal durante os processos de combustão a alta pressão.
Os produtos gasosos da decomposição são em geral derivados de amônia e cloro e podem reagir juntos gerando uma chama frágil de reação muito próximo à superfície do cristal. Cristais puros não podem sustentar uma chama a pressões abaixo de 20 bar (2 MPa). Não obstante, o material é considerado perigoso se pulverizado abaixo de 15 micrômetros. Quando o AP é misturado com um combustível (como um pó de metal ou misturado com uma pasta polimérica) pode gerar a combustão auto-sustentada também ainda que sob pressão atmosférica.

## Usos
É um importante oxidante sendo muito usado como oxidante em motores de foguetes, em propelentes compostos conhecidos como (APCP da inglês ammonium perchlorate composite propellants - propelentes compostos de perclorato de amônio). Usos incluem os propulsores de combustível sólido dos Space Shuttles ("ônibus espaciais"), assim como muitos outros foguetes de combustível sólido, foguetes amadores e foguetes de alto poder para fins de diversão (hobby), e foguetes de grande porte para lançamentos espaciais diversos e propósitos militares.
O desastre da PEPCON, uma fábrica de perclorato de amônio em Henderson, próxima de Las Vegas, Nevada, EUA, em 1988, com algumas das maiores explosões não nucleares da história dos EUA, aconteceu em sua unidade de perclorato de amônio, resultando em explosões que atingiram 3,5 de magnitude na escala Richter num raio de 1 000 Km (600 milhas). Mais de 400 pessoas ficaram feridas, mas somente 2 morreram.
Alguns vídeos das explosões podem ser vistos no You Tube, bastando pesquisar por PEPCON.

## Obtenção
É produzido a partir da reação do ácido perclórico com o hidróxido de amônio:
HClO4 + NH4OH → NH4ClO4 + H2O
Ou, também, industrialmente, pela reação do perclorato de sódio com o cloreto de amônio, numa dupla decomposição:
NaClO4 + NH4Cl → NH4ClO4 + NaCl

## Reações características
Se decompõe produzindo cloro, oxigênio, nitrogênio e água, com as velocidades distintas descritas anteriormente em função da intensidade do aquecimento.
{\displaystyle \mathrm {2\ NH_{4}ClO_{4}\longrightarrow Cl_{2}+2\ O_{2}+N_{2}+4\ H_{2}O} }